# Heterothele gabonensis
Heterothele gabonensis là một loài nhện trong họ Theraphosidae.
Loài này thuộc chi Heterothele. Heterothele gabonensis được Hippolyte Lucas miêu tả năm 1858.